# Liste des monuments du Marais

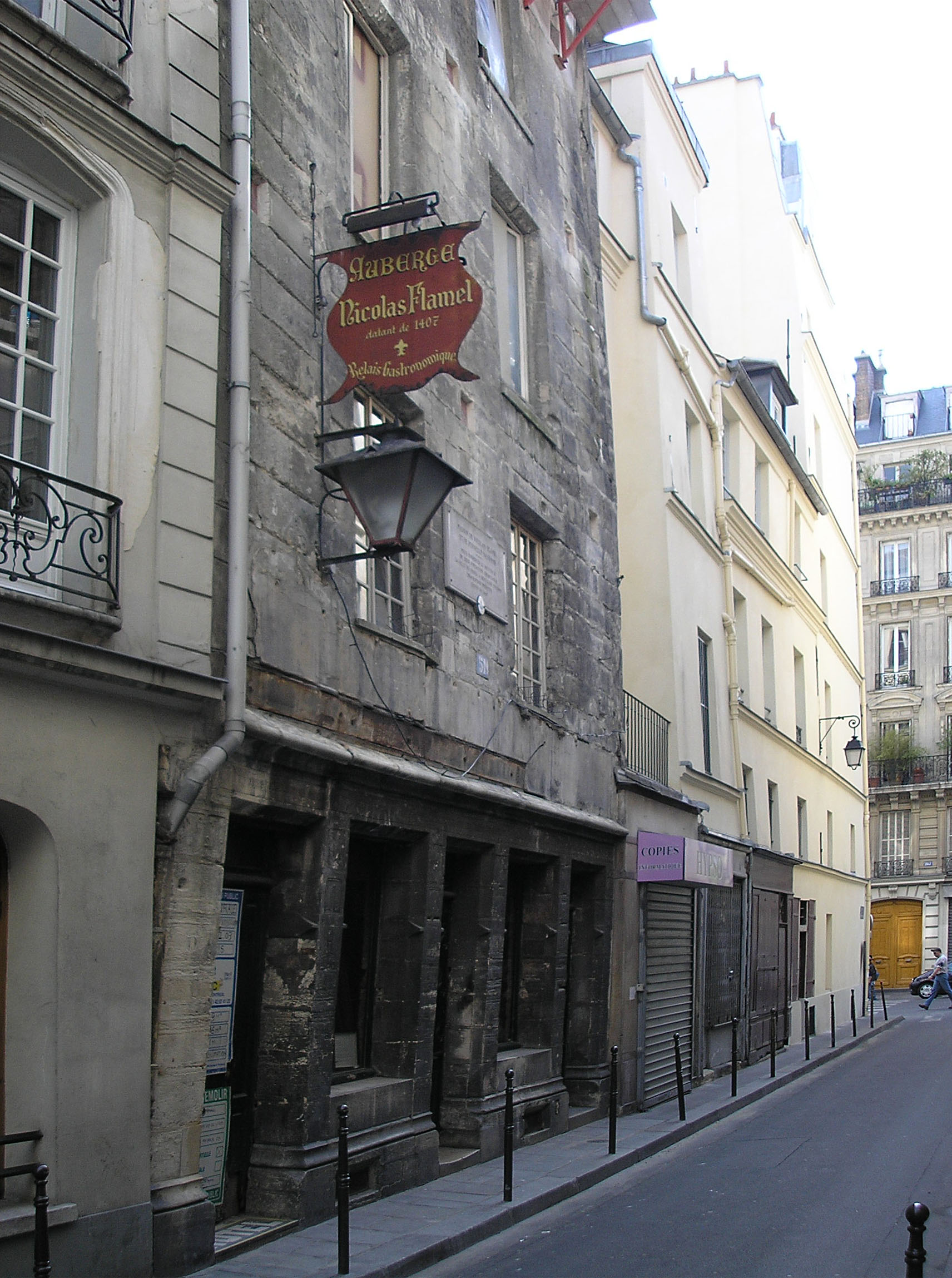
Maison « au grand Pignon », aujourd'hui maison de Nicolas Flamel.

Cet article liste les lieux notables du quartier parisien du Marais.

## Sites et monuments remarquables
- Les Archives nationales
- Le musée Carnavalet situé dans l'hôtel du même nom
- La place des Vosges
- Le musée Picasso
- Le cloître et église des Billettes
- L'église Saint-Paul-Saint-Louis
- La maison de Nicolas Flamel et de son épouse Pernelle, au 51 rue de Montmorency. Construite en 1407 pour accueillir les pauvres, elle est tenue pour la plus ancienne demeure de Paris (bien que fortement restaurée en 1900).
- La maison d'Ourscamp, siège de l'association pour la Sauvegarde et la Mise en valeur du Paris historique, au 44-46 rue François Miron. Construite vers 1585 sur un cellier gothique cistercien datant lui-même de 1250, elle est actuellement toujours en cours de restauration par les bénévoles de l'association. À l'origine, la maison d'Ourscamp était une maison de ville donnée à une abbaye elle même située près de Noyon. Aujourd'hui, un musée souterrain offre l'un des plus beaux sous-sols gothiques de la Ville de Paris[1].
- Le carreau du Temple
- Le marché des Enfants-Rouges
- le Conservatoire national des arts et métiers (CNAM)
- La madone de Marek Szwarc (1939) située à l'angle de la rue Sainte-Croix-de-la-Bretonnerie et de la rue Aubriot, dont le modèle est sa fille, Tereska Torrès.

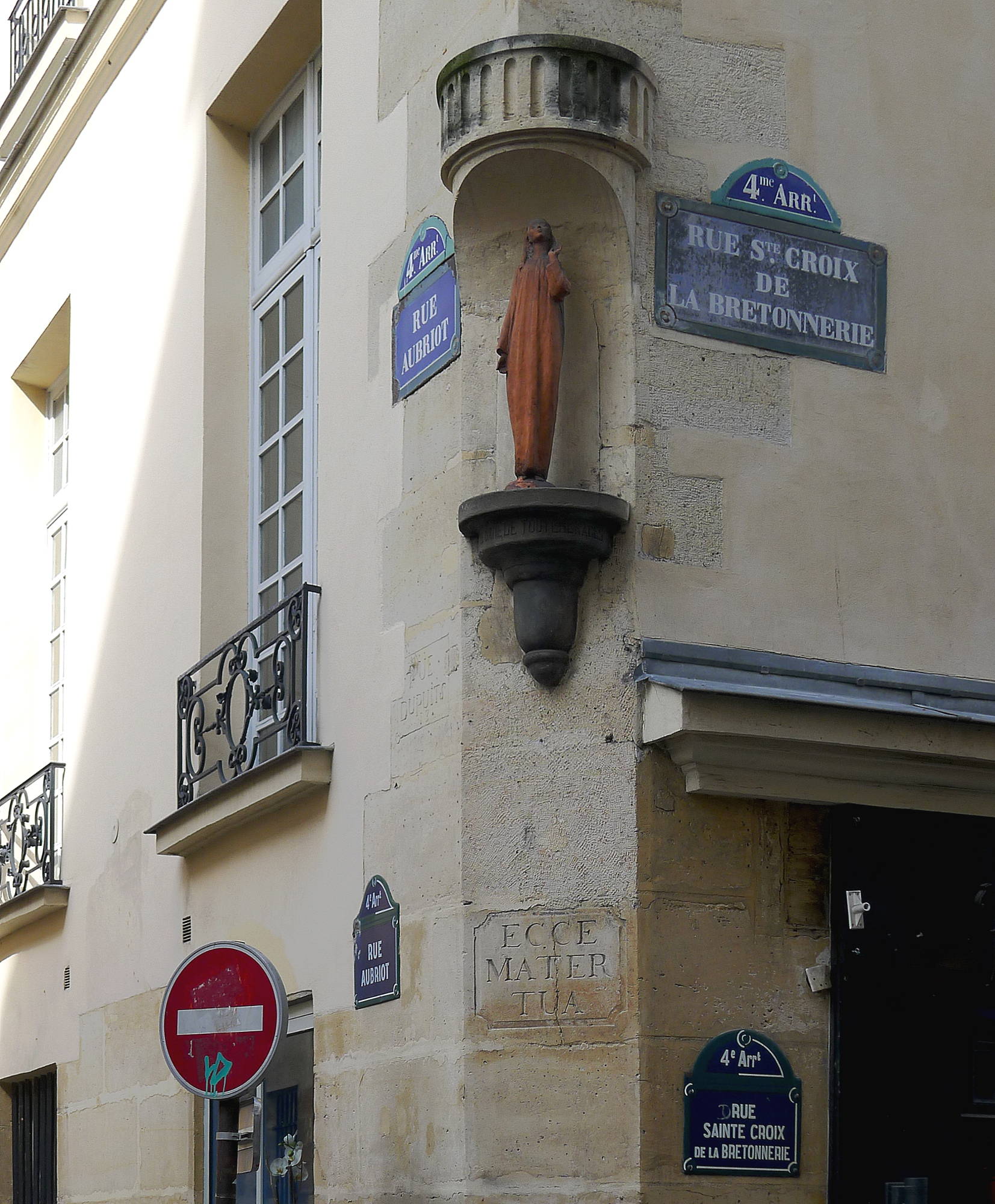
Ecce mater tua de Marek Szwarc.

### Places et rues
- Rue des Archives
- Rue de Montmorency
- Rue du Temple
- Rue Portefoin
- Rue Caron
- Rue des Rosiers
- Rue des Écouffes
- Rue Ferdinand-Duval
- Rue Michel-le-Comte
- Rue des Hospitalières-Saint-Gervais
- Place des Émeutes-de-Stonewall
- Place Harvey-Milk
- Place Patrice-Chéreau
- Place Renée-Vivien
- Place des Vosges
- Place du Marché-Sainte-Catherine
- Place Ovida-Delect
- Place des Combattantes-et-Combattants-du-sida
- Rue Sainte-Anastase
- Rue Brisemiche
- Rue Chapon
- Rue de Thorigny
- Rue Debelleyme
- Rue du Roi-Doré
- Rue Elzévir
- Rue de la Perle
- Rue Barbette
- Rue Beaubourg
- Rue Commines
- Rue de Bretagne
- Rue de Poitou
- Rue des Coutures-Saint-Gervais
- Rue des Filles-du-Calvaire
- Rue des Haudriettes
- Rue des Tournelles
- Rue du Cloître-Saint-Merri
- Rue du Parc-Royal
- Rue Roger-Verlomme
- Rue Pavée
- Rue Pierre-Seel
- Rue de Sévigné
- Rue de Turenne
- Rue Saint-Claude
- Rue Sainte-Croix-de-la-Bretonnerie
- Rue Simon-le-Franc
- Place de Thorigny
- Rue Vieille-du-Temple
- Rue du Roi-de-Sicile
- Rue Charlot
- Rue du Pont-aux-Choux
- Rue de Normandie
- Projet de place de France
- Rue de Saintonge
- Boulevard Beaumarchais
- Rue de Picardie
- Rue du Forez
- Rue de Braque
- Rue Saint-Martin
- Rue au Maire
- Rue des Arquebusiers
- Rue des Vertus
- Rue des Gravilliers
- Rue Volta
- Rue de Jouy
- Rue du Bourg-Tibourg
- « Place du Bourg-Tibourg »
- Allée des Justes
- Rue Grenier-sur-l'Eau
- Rue de Jarente
- Rue du Trésor
- Rue Saint-Gilles

### Jardins et squares
- Jardin des Rosiers – Joseph-Migneret
- Jardin de l'Hôtel-Salé   - Léonor-Fini et le jardin Berthe-Weill, jouxtant le Musée Picasso (Paris)
- Jardin Anne-Frank (anciennement jardin Saint-Aignan, créé par André Le Nôtre), jouxtant le Musée d'art et d'histoire du Judaïsme
- Square Saint-Gilles - Grand-Veneur - Pauline-Roland
- Passage de l'Hôtel de Sens
- Square du Temple - Elie-Wiesel
- Square Georges-Cain
- Square Léopold-Achille
- Square Louis-XIII, sur la place des Vosges
- Square Charles-Victor-Langlois
- Jardin des Combattants-de-la-Nueve, jouxtant l'Hôtel de Ville
- Jardin Marie-Trintignant
- Jardin de l'Hôtel-Lamoignon - Mark Ashton,  jouxtant la Bibliothèque historique de la Ville de Paris
- Jardin Federico-García-Lorca, au sein du Parc Rives-de-Seine
- Jardin Lazare-Rachline, jouxtant le Musée Cognacq-Jay
- Jardin Albert-Schweitzer, jouxtant la Cité internationale des Arts.

### Édifices religieux

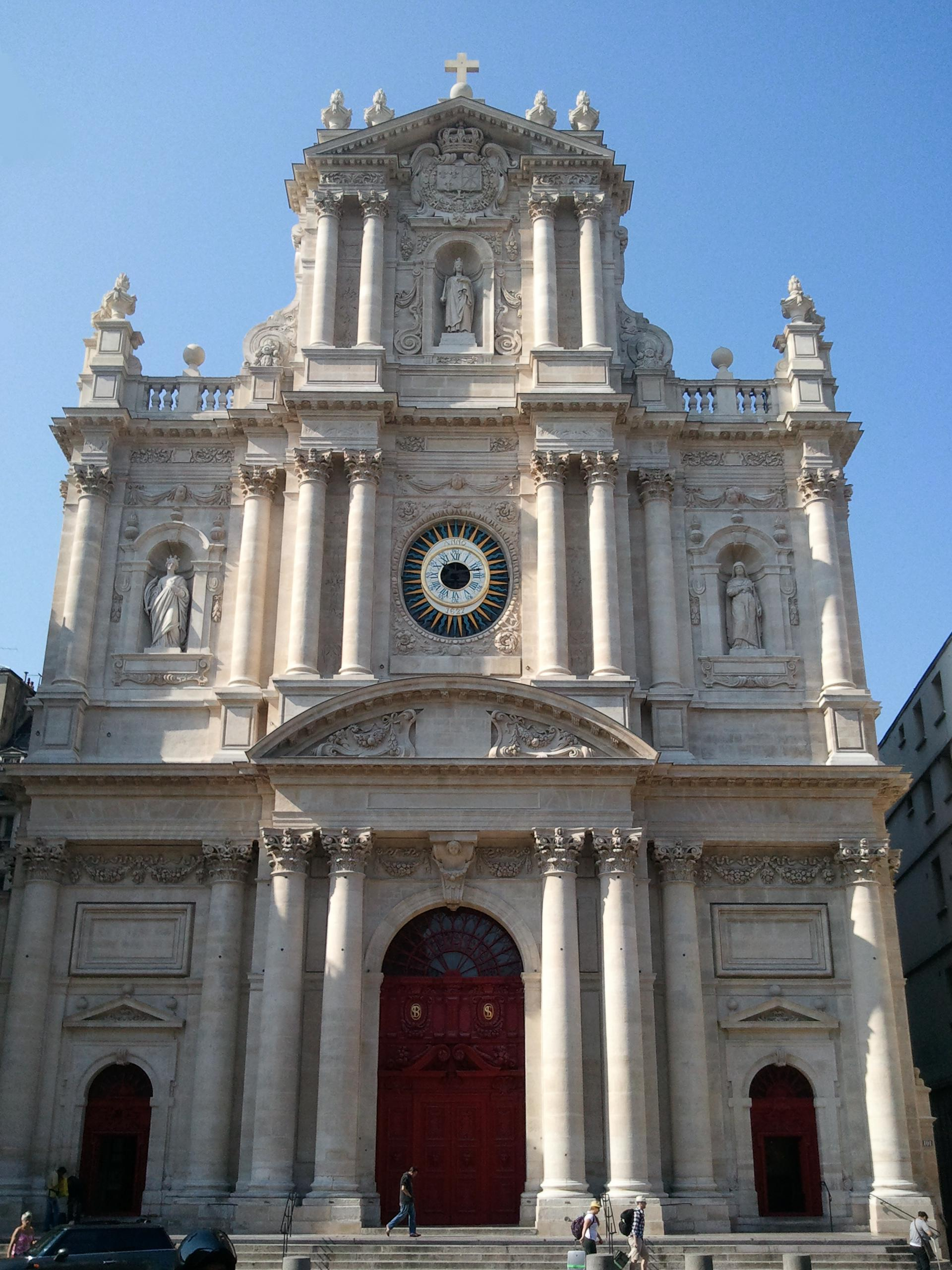
Église Saint-Paul Saint-Louis.

- Église Saint-Gervais-Saint-Protais
- Église Saint-Paul-Saint-Louis
- Église Saint-Denys-du-Saint-Sacrement
- Temple du Marais
- Synagogue de la rue Pavée
- Synagogue de la rue des Tournelles
- Synagogue de la place des Vosges
- Synagogue Nazareth
- Temple de l'Humanité
- Église Notre-Dame-des-Blancs-Manteaux
- Église Saint-Merry
- Église Sainte-Élisabeth
- Église réformée du Marais

### Hôtels particuliers
- Hôtel des archevêques de Sens (Bibliothèque Forney)
- Hôtel d'Aumont (Tribunal administratif de Paris)
- Hôtel Thiroux de Lailly
- Hôtel d'Hallwyll
- Hôtel Amelot de Bisseuil, dit des Ambassadeurs de Hollande
- Hôtel de Beauvais (Cour administrative d'appel de Paris)
- Hôtel Coulanges
- Hôtel de Coulanges (Maison de l'Europe de Paris)
- Hôtel de Mayenne
- Hôtel de Rohan (Archives nationales)
- Hôtel de Rohan-Guémené, musée Victor Hugo
- Hôtel Salé (musée Picasso)
- Hôtel de Soubise (Archives nationales)
- Hôtel de Sully (Centre des monuments nationaux)
- Hôtel de Guénégaud (Musée de la chasse et de la nature)
- Hôtel Libéral Bruant (Centre d'art contemporain, ancien Musée de la serrure)
- Hôtel de Donon (Musée Cognacq-Jay)
- Hôtel de Turenne
- Hôtel de Marle (Centre culturel suédois)
- Hôtel de Clisson (Archives nationales)
- Hôtel Le Peletier de Saint-Fargeau (musée Carnavalet)
- Hôtel Carnavalet (musée Carnavalet)

### Maisons d'écrivains
- Maison de Victor Hugo, place des Vosges

### Musées et lieux d'expositions

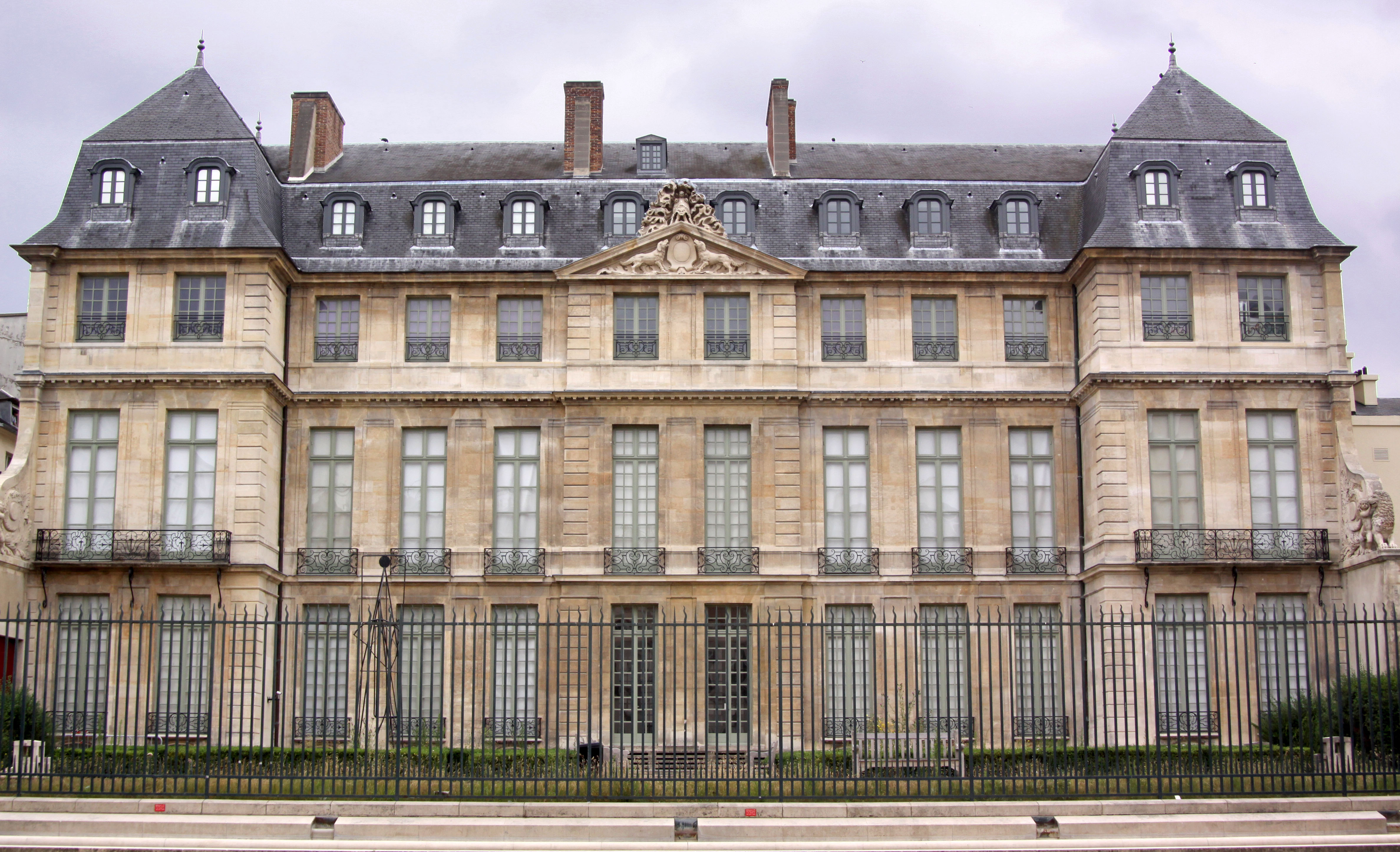
Le musée Picasso, installé dans l'hôtel Salé

- Bibliothèque historique de la ville de Paris, hôtel dit d'Angoulême ou de Lamoignon
- Centre culturel suédois
- Centre culturel suisse
- le Musée du Mémorial de la Shoah[2]
- Musée Carnavalet
- Musée Cognacq-Jay
- Hôtel de Sully et son orangerie
- Musée Picasso dans l'hôtel Salé
- Musée d'art et d'histoire du judaïsme dans l'hôtel de Saint-Aignan
- Musée des arts et métiers
- Musée de la Magie

### Passages
- Passage d'Alombert
- Passage de l'Ancre
- Passage Barrois
- Passage des Gravilliers
- Passage Meslay
- Passage des Orgues
- Passage du Pont-aux-Biches
- Passage Saint-Paul
- Passage Sainte-Élisabeth
- Passage Vendôme
- Passage du Vertbois

### Lieux d'enseignement

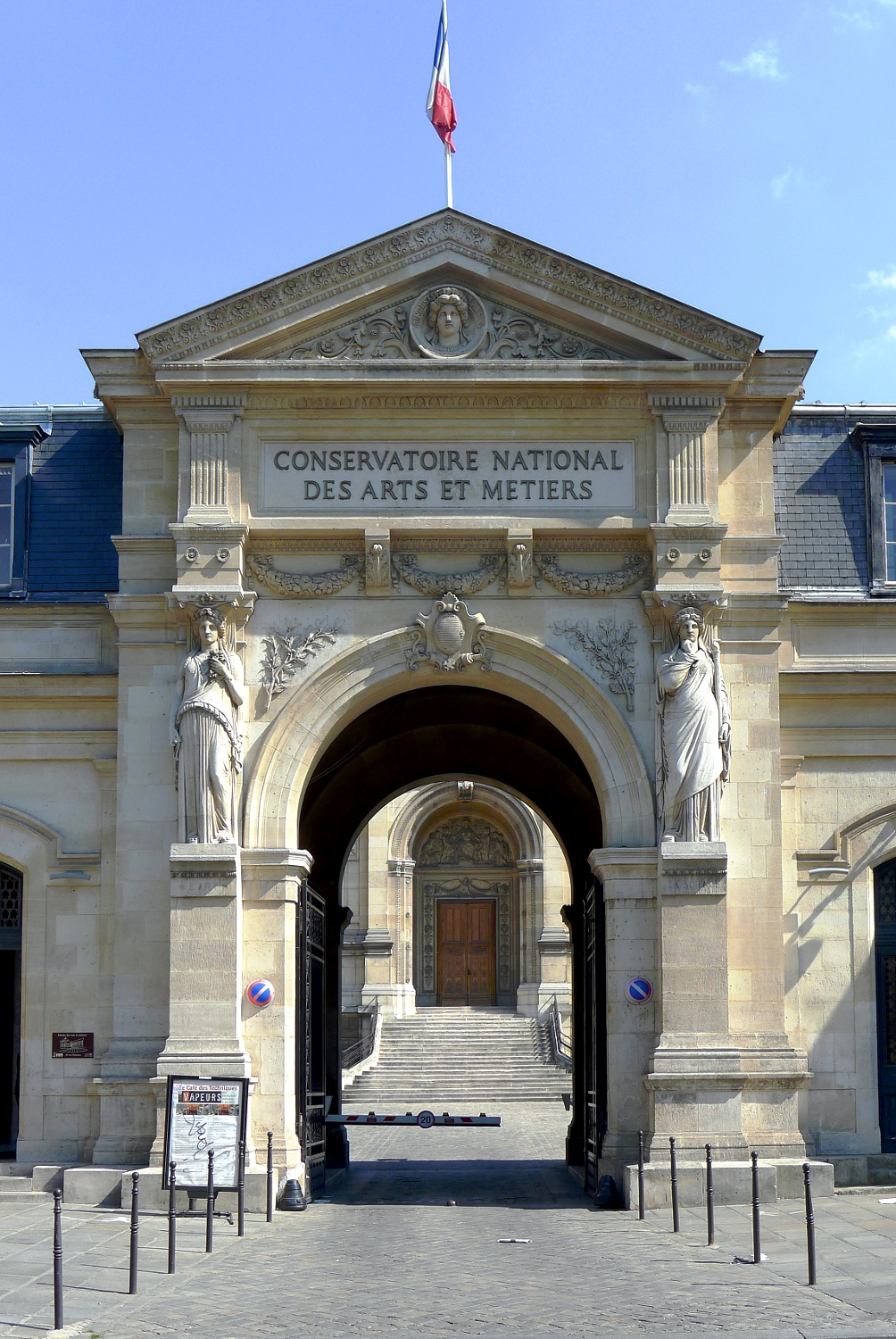
Conservatoire national des arts et métiers

- École maternelle de la rue François-Miron (fermée depuis juillet 2009)
- École Neuve-Saint-Pierre
- École Avé-Maria
- École Guéméné
- École Saint-Merri-Renard (publique, enseignement spécifique) dite aussi « École à aires ouvertes »
- École primaire-collège-lycée Sevigné (privé)
- École primaire Moussy
- École primaire-collège-lycée des Francs-Bourgeois (privé)
- École primaire-collège-lycée Massillon (privé)
- Lycée Charlemagne, qui occupe les locaux de l'ancienne maison professe des Jésuites
- Lycée Victor-Hugo
- Lycée Sophie-Germain
- Lycée Turgot
- Conservatoire national des arts et métiers
- Collège François Couperin
- École doctorale de droit public de l'Université de Paris 1 Panthéon-Sorbonne (9 rue Malher)

## Personnes célèbres liées au quartier
- Ont habité place des Vosges :
  - Bossuet
  - Rachel Félix (Rachel)
  - Georges Simenon
  - Francis Blanche
  - David Feuerwerker
  - Victor Hugo
  - Annie Girardot
  - Dominique Strauss-Kahn
  - Jack Lang
  - Marie de Rabutin-Chantal, marquise de Sévigné
  - Anne Sinclair
  - Guillaume Canet
- Honoré de Balzac a été en pension rue de Turenne, puis rue de Thorigny puis au lycée Charlemagne. Sa famille a vécu de 1814 à 1819 au 122 rue du Temple, quartier d'origine de sa grand-mère[3].
- Amelle Chahbi
- Bob Sinclar
- Lenny Kravitz[4]
- Pierre Bourdieu
- Yves Coppens
- Emma Watson, actrice britannique née dans le quartier
- Michel Piccoli, acteur
- Claudia Cardinale, actrice
- Jim Morrisson, chanteur et poète